# Ніскі
Ніскі (нім. Niesky нім. вимова: [ˈniːski] ( прослухати); в.-луж. і пол. Niska [ˈnʲiska]; чеськ. Nízké) — місто в Німеччині, розташоване в землі Саксонія. Входить до складу району Герліц, підпорядкованого адміністративному округу Дрезден.
Площа — 53,61 км2. Населення становить 9198 ос. (станом на 31 грудня 2020).

## Адміністративний поділ
Місто поділяється на 4 міські райони. 

## Галерея

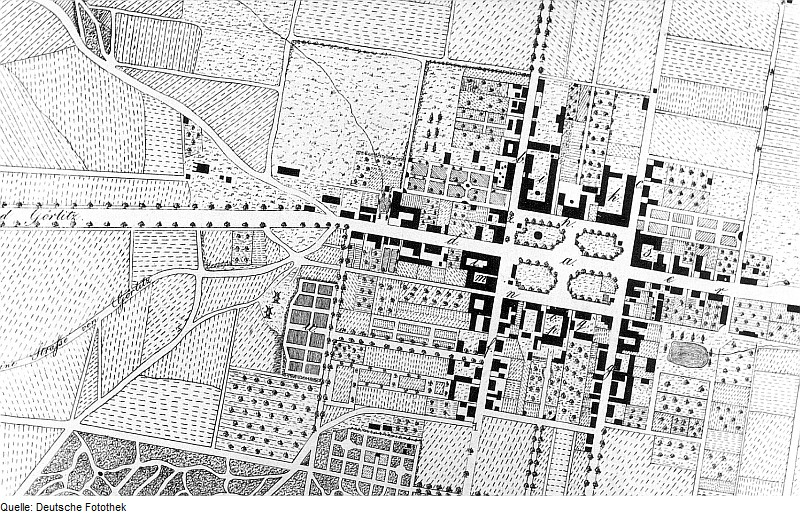
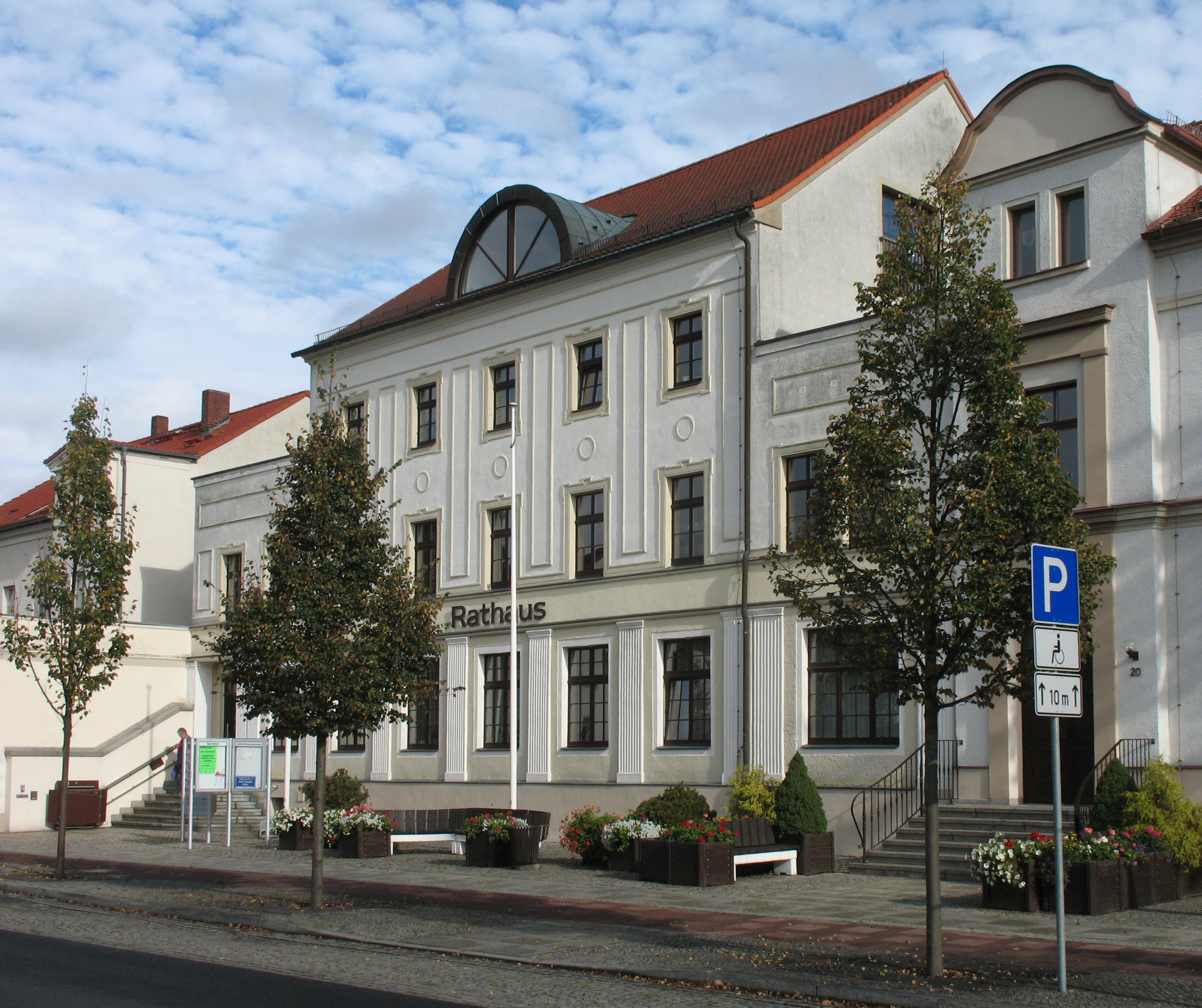
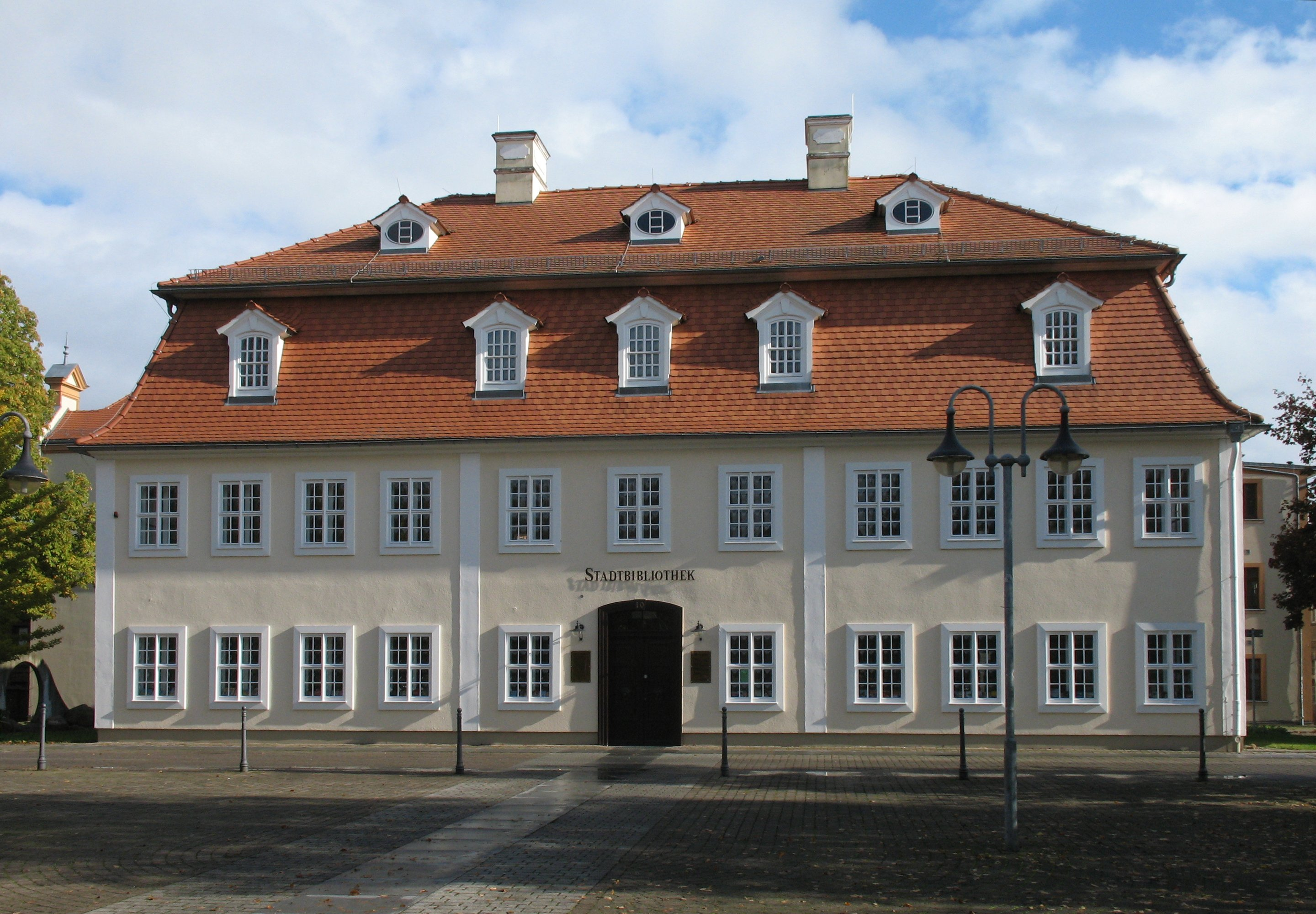
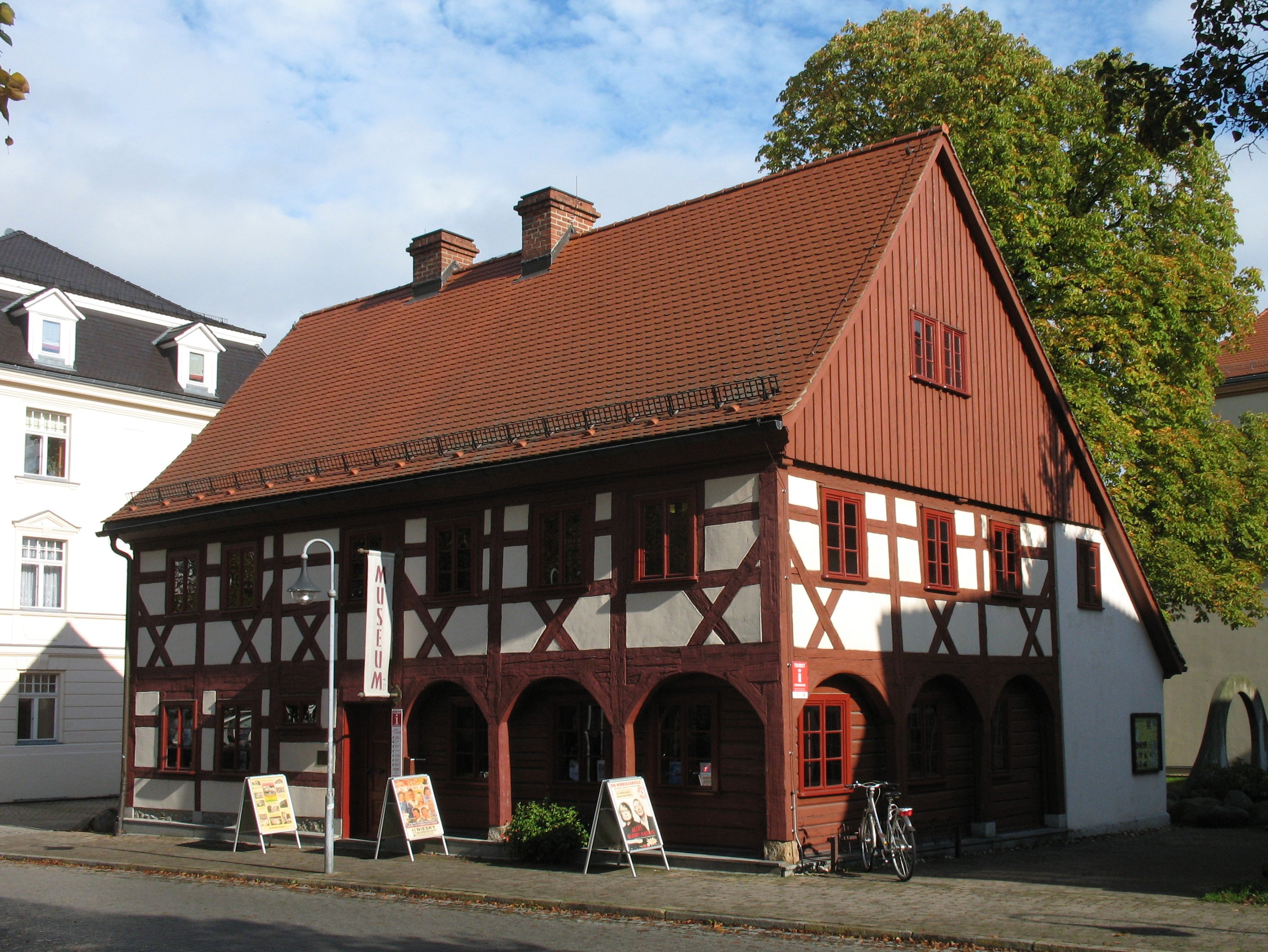
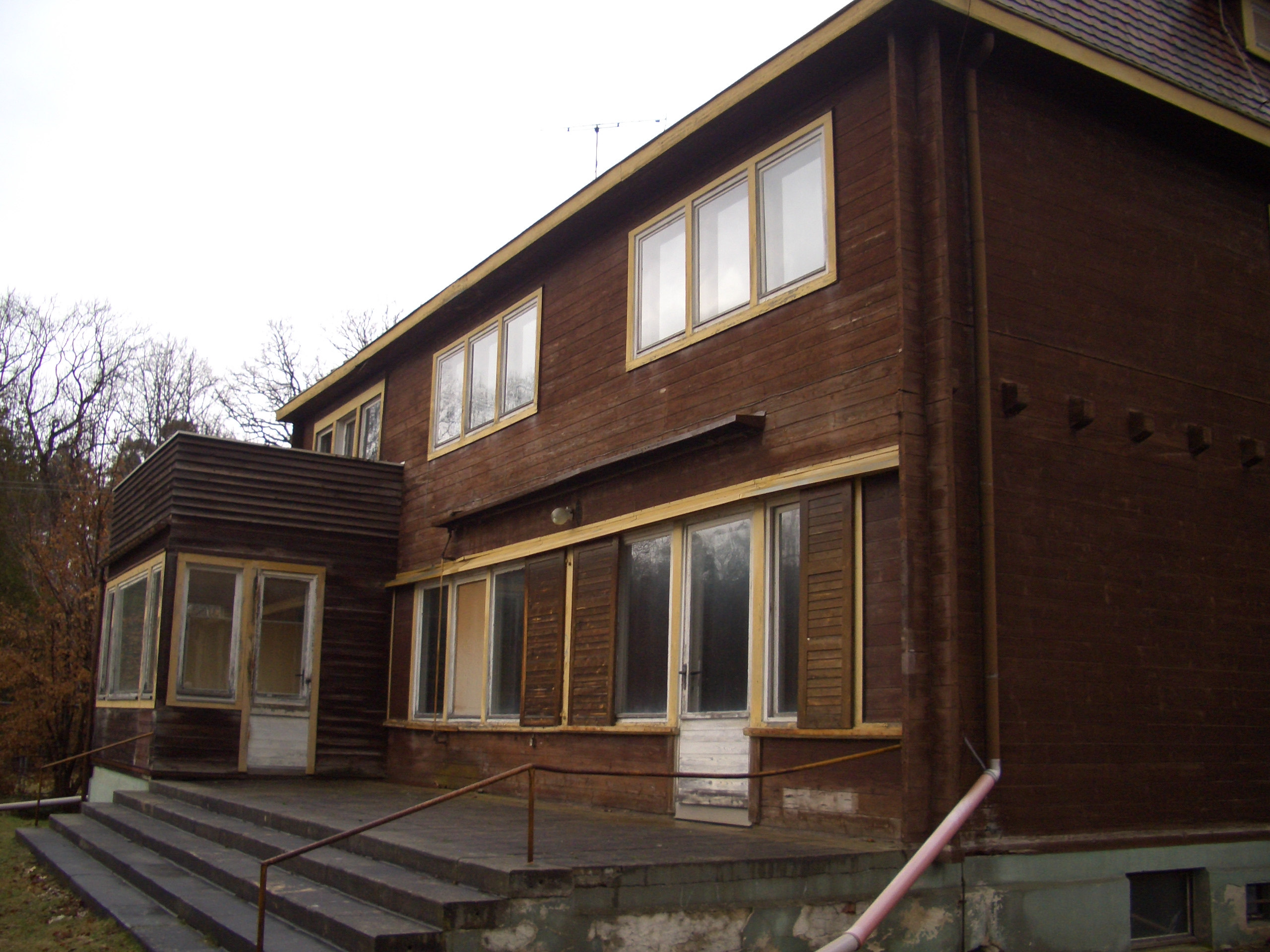
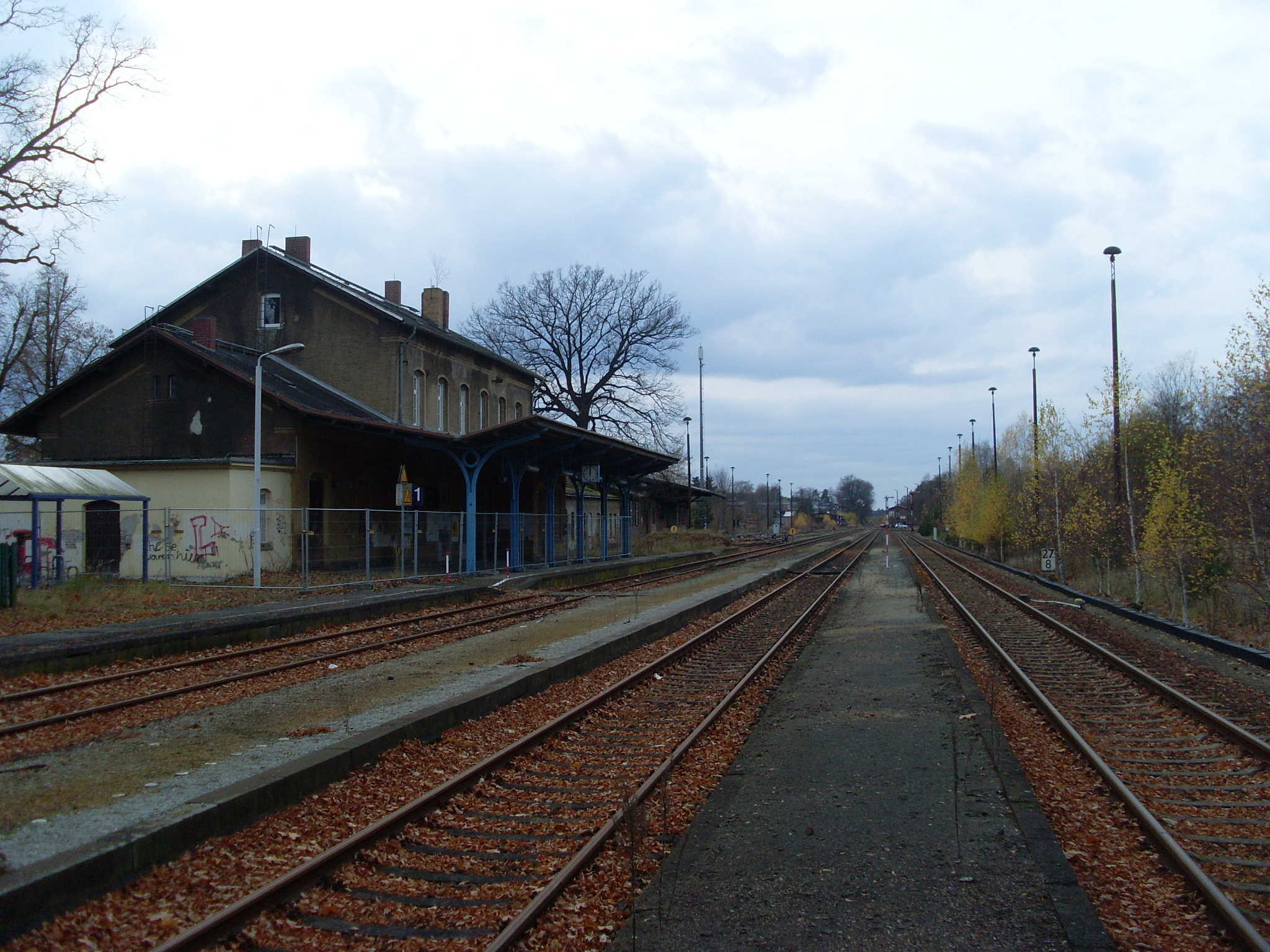